# Bláthnaid Ní Chofaigh
Bláthnaid Ní Chofaigh, née le 12 novembre 1970 en Ontario, est une animatrice de télévision irlandaise.

## Biographie
Née au Canada, elle grandit dans le Gaeltacht de Ráth Cairn, dans le comté de Meath, en Irlande. Ní Chofaigh est de langue maternelle irlandaise et militante pour la langue irlandaise.
Mariée depuis 1990, elle est la mère de quatre enfants nés à la suite de ce mariage et vit actuellement à Dublin.

## Carrière
Son premier rôle en tant que présentatrice de télévision est dans l'émission hebdomadaire du soir pour adolescents Jo Maxi en 1988. À l'époque, elle figure dans une publicité pour Oil of Ulay.
Présentatrice de Sin É et journaliste de RTÉ News, elle couvre des événements aussi divers que la visite de Bill Clinton, les Jeux olympiques d'été de 2004 à Athènes, les Jeux olympiques spéciaux d'été de 2003, les rassemblements de grands voiliers et les mutilations génitales féminines.
Elle traduit la chanson The Best is Yet to Come en langue irlandaise pour la bande originale du jeu vidéo Metal Gear Solid, sorti en 1998.
Ní Chofaigh annonce le vote de l'Irlande au Concours Eurovision de la chanson 2001.
Ní Chofaigh co-présente The Afternoon Show dès la première saison en 2003 mais l'abandonne en 2009, se plaignant de problèmes de santé. L'émission est supprimée en 2010, un an après son départ. Elle est jurée de The All Ireland Talent Show lors des trois saisons de 2009 à 2011.
En 2007, elle est élue l'une des femmes les plus sexy d'Irlande dans un sondage du magazine Sunday Independent.
En 2010, Ní Chofaigh participe à la série de télé-réalité Celebrity Bainisteoir, où elle coache le Nobber GAA qu'elle emmène jusqu'en demi-finale. En 2011, Ní Chofaigh commence à animer une nouvelle série intitulée Charity ICA Bootcamp, où des célébrités s'affrontent dans des défis, le gagnant Peter Clohessy recevant de l'argent à donner à l'association caritative de son choix.
Ní Chofaigh est de retour à l'animation avec un autre talk-show l'après-midi sur le style de vie sur RTÉ One en novembre 2012 aux côtés de Norah Casey.
En janvier 2013, Ní Chofaigh fait ses débuts d'actrice dans la série de TG4 Crisis Eile, dans le rôle de la politicienne Maeve Kelly-Clarke.
En 2019, elle remplace Mary Kennedy dans l'émission Nationwide.
En 2022, Ní Chofaigh donne une conférence TED, en irlandais, sur le thème de la langue irlandaise dans l'Irlande moderne.